# Frederik August 2. af Sachsen
 Frederik August 2. af Sachsen (tysk: Friedrich August II.), fulde navn:  Friedrich August Albert Maria Clemens Joseph Vincenz Aloys Nepomuk Johann Baptista Nikolaus Raphael Peter Xaver Franz de Paula Venantius Felix von Sachsen (født 18. maj 1797 i Weißensee i Thüringen, død 9. august 1854 i Karrösten i Tyrol, var medkonge af Sachsen fra 1830 og enekonge fra 1836 til 1854. 

## Forældre
Frederik August 2. var søn af tronfølger Maximilian af Sachsen og Caroline af Parma.

## Prinsregent og konge

### Baggrund
Fra 1733 til sin død i oktober 1763 var August 3. af Polen kurfyrste af Sachsen. Efter hans død var sønnen Frederik Christian af Sachsen kurfyrste i 74 dage. Fra december 1763 og helt frem til 1836 regerede Frederik Christians sønner. Den ældste søn Frederik August 1. af Sachsen (født 1750) regerede først som kurfyrste og derefter som konge. Den næste søn Anton 1. af Sachsen kom på tronen i 1827 (født 1755). Samtidigt blev den yngre søn Maximilian af Sachsen (1759 – 1838) tronfølger.
I befolkningen var der voksende utilfredshed med enevælden, der efterhånden havde udviklet sig til et gammelmandsstyre. Anton 1. var 71 år, da han blev konge, og Maximilian var 68 år, da han blev tronfølger. 
I 1830 blev den franske konge afsat under Julirevolutionen. Denne revolution førte til opstande flere steder i Europa. Den belgiske revolution løsrev landet fra det Forenede Kongerige Nederlandene. Russerne nedkæmpede Novemberopstanden i Polen, mens østrigerne erobrede De forenede italienske provinser for at give området tilbage til Kirkestaten.

### Reformer og reaktion
Uroen bredte sig til flere stater i Tyskland. I Sachsen krævede folket liberale reformer og en ny generation på tronen. 
I september 1830 gav den 71-årige tronfølger afkald på arveretten til fordel for sin 33-årige søn, samtidig blev  indsat som medregent for sin 74-årige farbror. Formelt fik den gamle konge dog lov til at blive på tronen, indtil han døde som 80-årig.
Derefter gik reformerne i gang. I 1831 fik Sachsen en stænderforsamling (en landdag). I 1832 blev bønderne fritaget for statsligt tvangsarbejde, og købstæderne fik en friere styrelseslov. I 1836 fulgte en ny straffelov.
Under Martsrevolutionen i 1848 udnævnte Frederik August 2. liberale ministre. Censuren blev afskaffet, og stænderforsamlingen blev afløst af en mere demokratisk landdag. 
Ved det første landdagsvalg fik radikale demokrater et overvældende flertal i begge landsdagens kamre. Mindretallet var liberalt, mens der kun var meget få konservative medlemmer.
Kongen fortrød hurtigt sin støtte til det spirende demokrati. Den 30. april 1849 opløste han landdagen. I maj samme år fik hæren ordre til at skyde på folket. Der døde i snesevis af demonstranter. I 1850 blev stænderforsamlingen genindført.

## Ægteskaber
Frederik August var gift to gange.
Den 7. oktober 1819 giftede han sig med ærkehertuginde Maria Karolina af Østrig (1801–1832). Hun var datter af kejser Frans 1. af Østrig.
Han næste gemalinde var Maria Anna af Bayern (1805–1877). Dronning Maria Anna var datter af kong Maximilian 1. Joseph af Bayern (1756 – 1825) og Karoline af Baden (1776 – 1841).
De to ægteskaber var barnløse. Udenfor ægteskab blev Frederik August far til komponisten Theodor Uhlig (1822 – 1853).
Efter Frederik August 2. død i 1854 blev hans fire år yngre bror konge under navnet Johan 1. af Sachsen. 

## Eksterne links
- Wikimedia Commons har flere filer relateret til Frederik August 2. af Sachsen